# Associatie van varkenskers en schijfkamille
De associatie van varkenskers en schijfkamille (Coronopodo-Matricarietum) is een associatie uit het varkensgras-verbond (Polygonion avicularis).

## Naamgeving en codering
- Syntaxoncode voor Nederland (rVvN): r12Aa02

De wetenschappelijke naam Coronopodo-Matricarietum is afgeleid van een synoniem van het genus varkenskers (Lepidium, syn. Coronopus) en de botanische naam van schijfkamille (Matricaria discoidea).

## Ecologie
De associatie van varkenskers en schijfkamille omvat tredvegetatie van eutrofe, basische, zoete tot zilte, goed belichte milieus met een hoge pH. De gemeenschap komt voor op allerlei onverharde paden, ingangen van weilanden en ook bij stierenkuilen.

## Subassociaties in Nederland en Vlaanderen
Van de associatie van varkenskers en schijfkamille komen in Nederland en Vlaanderen drie subassociaties voor.

### Typische subassociatie
De typische subassociatie (Coronopodo-Matricarietum typicum) heeft geen differentiërende soorten. De syntaxoncode voor Nederland is r12Aa02a.

### Subassociatie met zilte schijnspurrie
Een subassociatie met muizenstaart (Coronopodo-Matricarietum spergularietosum salinae) komt voor op binnendijkse, brakke standplaatsen in het kustgebied. Differentiërende soorten voor deze subassociatie zijn zilte schijnspurrie, spiesmelde, stomp kweldergras en knolvossenstaart. De syntaxoncode voor Nederland is r12Aa02b.

### Subassociatie met muizenstaart
Een subassociatie met muizenstaart (Coronopodo-Matricarietum myosuretosum) komt voor op relatief natte en open plekken die veel worden betreden door vee, zoals de ingangen van weilanden. Differentiërende soorten voor deze subassociatie zijn muizenstaart en vogelmuur, Canadese fijnstraal en zandhoornbloem. De syntaxoncode voor Nederland is r12Aa02c.

## Vegetatiezonering
In de vegetatiezonering zijn veel voorkomende contactgemeenschappen van de associatie van varkenskers en schijfkamille de twee andere associaties uit het varkensgras-verbond: de associatie van Engels raaigras en grote weegbree en de associatie van vetmuur en zilvermos.

## Fotogalerij

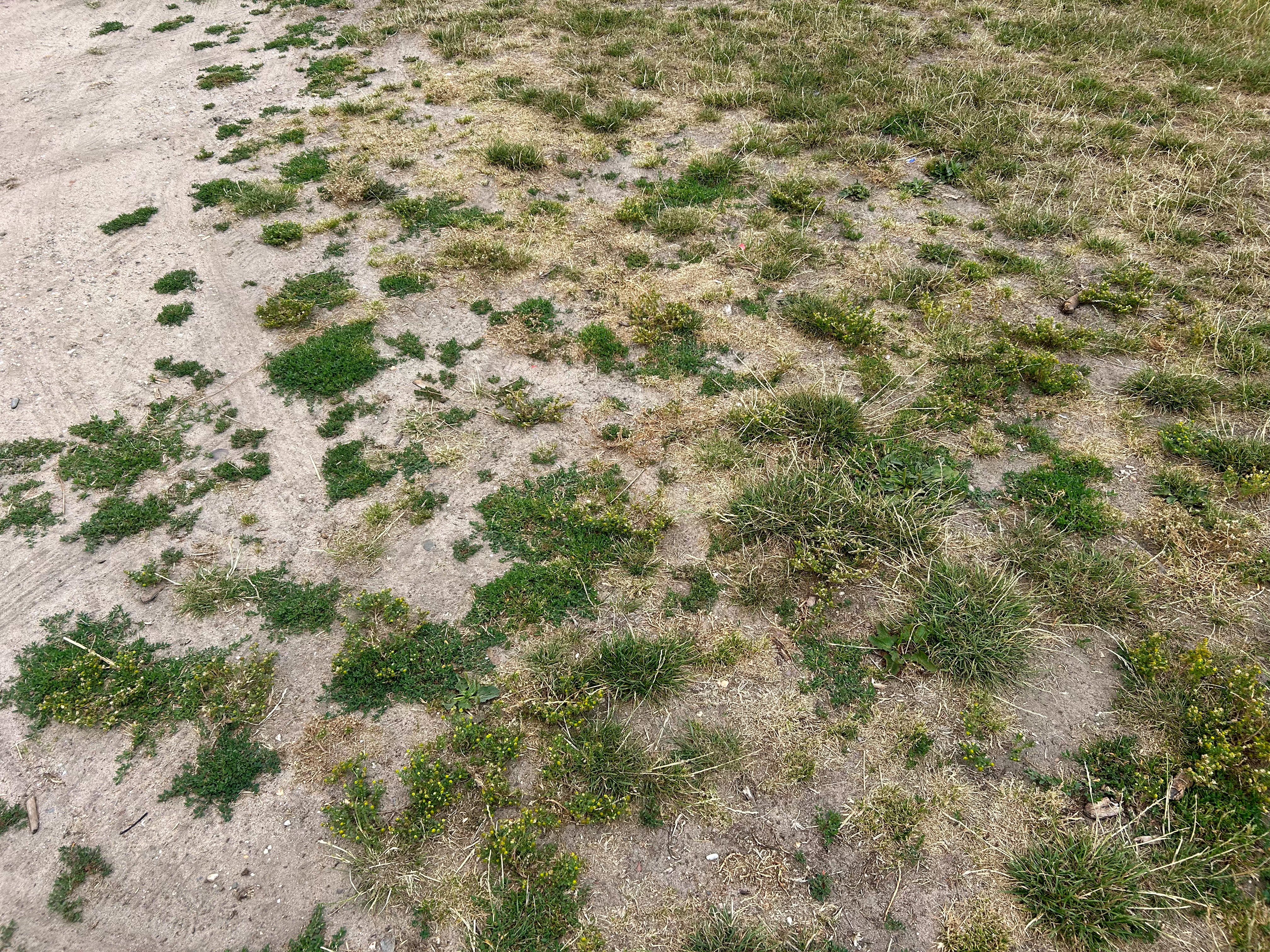
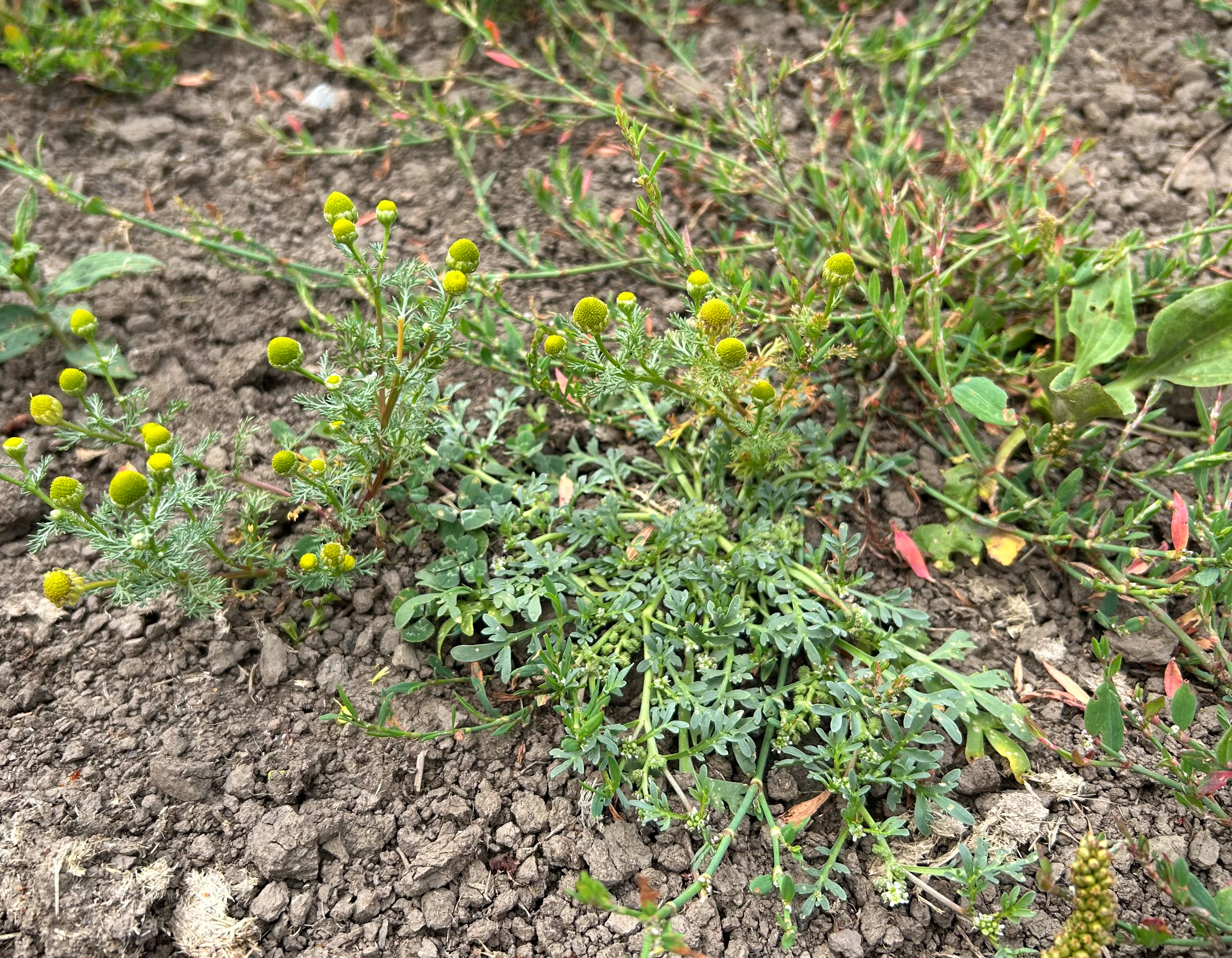
Close-up met beide naamgevende soorten
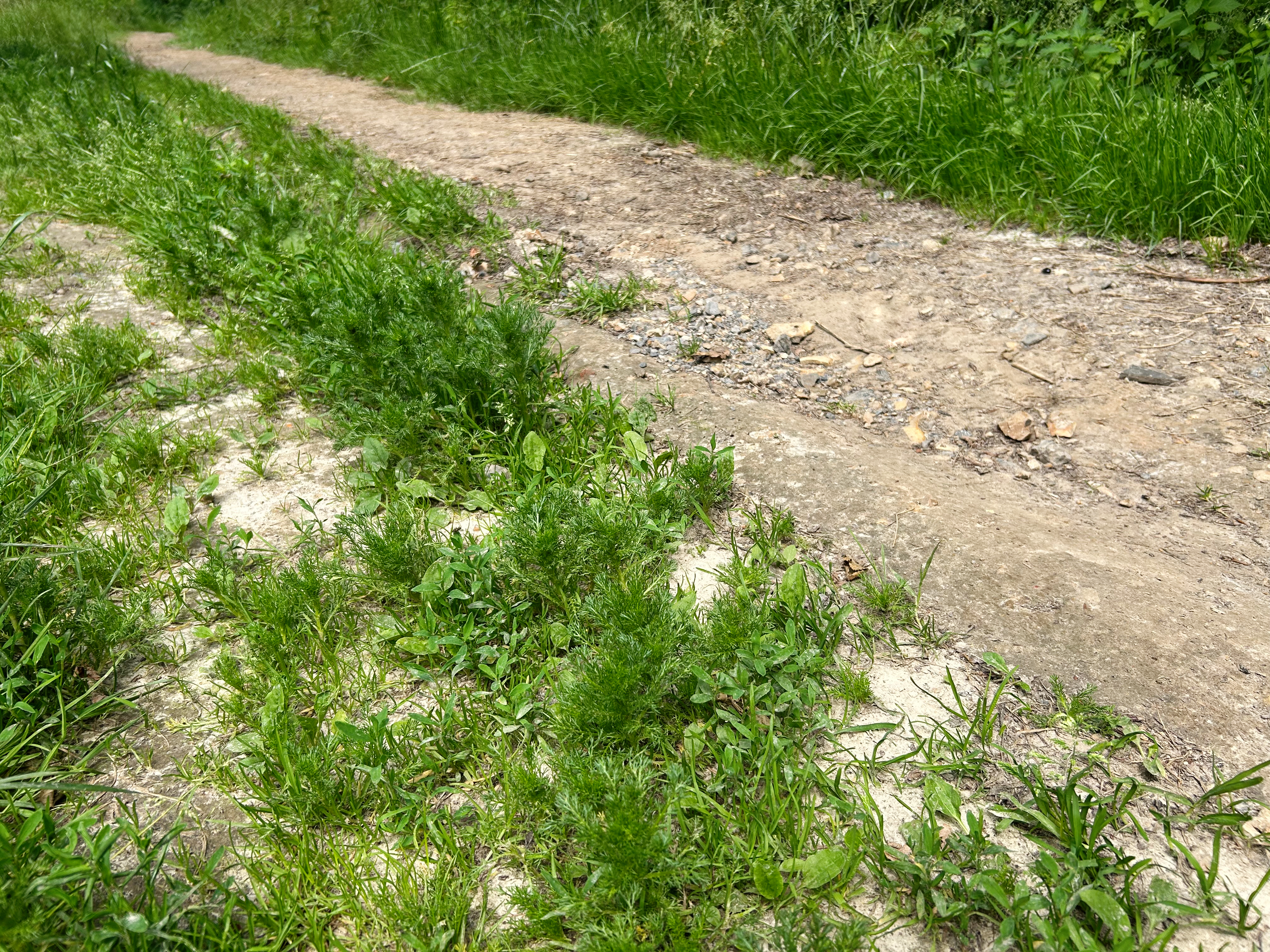
De typische subassociatie